# Hunnen

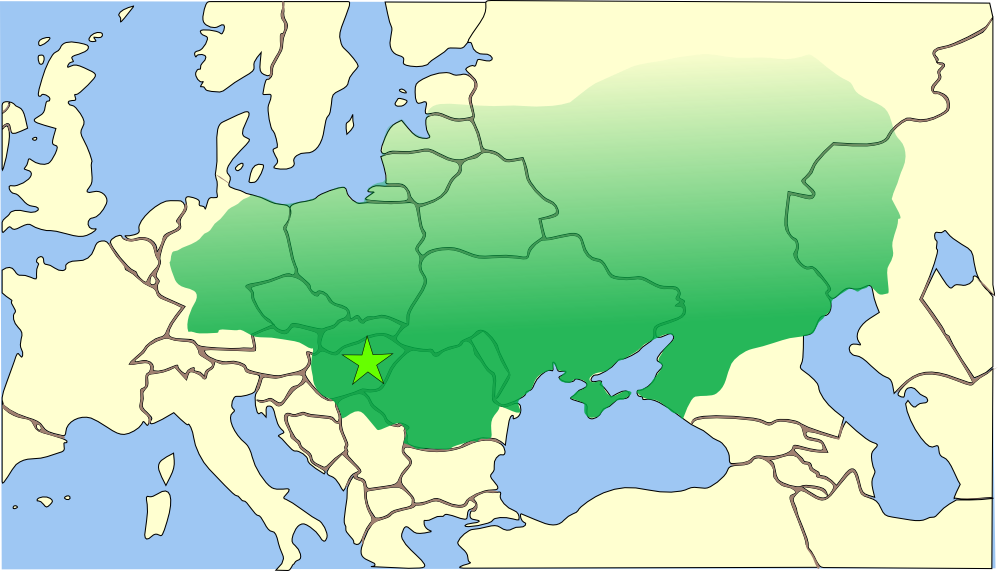
Omvang van het Hunnenrijk met als centrum het huidige Hongarije, ca. 450 n.Chr.

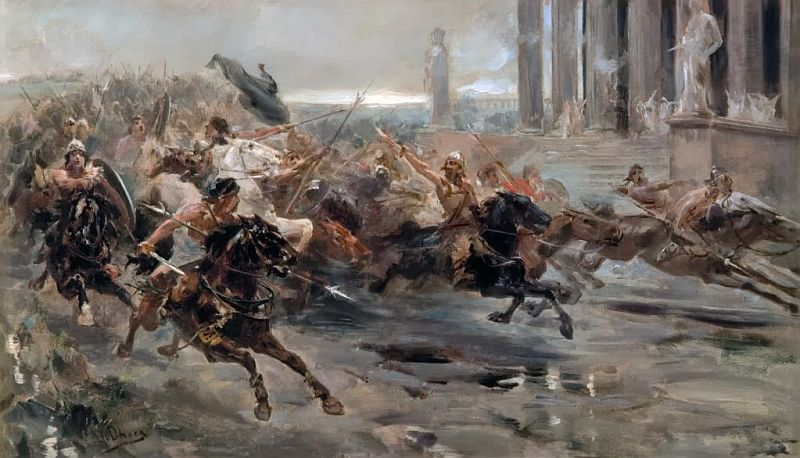
De Hunnen die geleid door Attila Rome binnenvallen. Schilderij uit 1887 door Ulpiano Checa

De Hunnen waren een confederatie van Euraziatische nomaden, waarschijnlijk van Jenisejische  en Turkse afkomst, maar later ook met Oost-Germaanse onderdanen. Deze nomadenstammen, die in de 5e eeuw vanuit Centraal-Azië door Europa trokken, waren in hun tijd berucht om de verwoestingen die ze aanrichtten.
De Hunnen waren ruiternomaden, wat betekent dat ze geen vaste verblijfplaats hadden, altijd in beweging waren, en geen zware logistiek of infrastructuur bezaten die ze moesten verdedigen. Ze bestonden uit kleine groepen bekwame krijgers, die zich snel konden verplaatsen. Het Romeinse leger was gebaseerd op infanterie, de nieuwe militaire tactiek was de cavalerie.
Vele geleerden zijn het erover eens, dat we niet spreken over één volk dat over de steppen raasde en een rijk stichtte van Noord-China tot aan de Atlantische Oceaan, maar over een domino-effect van steppevolken, dat begon met het uiteenvallen van de westelijke Jin-dynastie en eindigde met Slag aan de Nadao (454); dit over een periode van meer dan honderdvijftig jaar.

## Geschiedenis

### Xiongnu
De eerste Hunnen worden wel geïdentificeerd (hoewel dit niet bewezen is) met het volk dat de Chinezen de Xiongnu (oude transliteratie Hsiung-nu) noemden en die vanaf de 3e eeuw v.Chr. tot 6e eeuw n.Chr. het Chinese Rijk bedreigden. Namen van Xiongnu-vorsten zijn bekend vanaf ca. 300 v.Chr. De etnische afkomst en taal van de Xiongnu is omstreden. De weinige woorden die van hun taal overgeleverd zijn, doen sommige geleerden een Jenisejische afkomst vermoeden. Anderzijds maakten met name ook Turkse volkeren een belangrijk deel uit van de Xiongnu-federatie. Na het uiteenvallen van de federatie kwamen met name deze Turkse volkeren prominent tevoorschijn.

### Centraal-Aziatische Hunnen
De naam "Hunnen" werd vanaf de 5e eeuw gebruikt voor meerdere Centraal-Aziatische nomadische verbonden van volkeren van verschillende afkomst (Turkse, Mongoolse, Iraanse, Oeraalse en mogelijk andere Siberische en Centraal-Aziatische volkeren) met een gelijksoortige levenswijze. Bekend zijn de "Iraanse Hunnen", zoals de Chionieten en Hephthalieten. Aan het einde van de 5e eeuw viel een Huna genaamd stamverband Noord-India binnen.

### De Hunnen in Europa

De globale route van de Hunnen en hun bondgenoten bij de invasie van Gallië, uitmondend in de Slag op de Catalaunische Velden

In de vijfde eeuw trokken de Hunnen Europa binnen. Ze onderwierpen de Ostrogoten die toen de macht hadden over Oost-Europa en de Russische steppen en verdreven de Visigoten en andere Germaanse stammen, die vervolgens massaal en in paniek het reeds verzwakte West-Romeinse Rijk invluchtten en het door de resulterende chaos nog meer verzwakten.
In 395 begonnen de Hunnen hun eerste grootschalige aanval op het Oost-Romeinse Rijk. Door de Darjalkloof in het midden van het Kaukasusgebergte kwamen ze langs het Cahya-gebergte in de buurt van Amida en overspoelden Armenië Cappadocië die geplunderd werden. Ze gingen delen van Syrië binnen, bedreigden Antiochië en trokken door de provincie Eufratesië. Tegelijkertijd vielen de Hunnen het Sassanidische rijk binnen. Deze invasie was aanvankelijk succesvol en kwam in de buurt van de hoofdstad van het rijk in Ctesiphon. Ze werden echter slecht verslagen tijdens de Perzische tegenaanval.
In 397 zouden de Hunnen een tweede inval op het Oost-Romeinse Rijk lanceren, die met succes werd afgeslagen door Eutropius.
In 400 doodt een groep Hunnen geleid door Uldin de Gotische opstandeling Gainas in Thracie. Het lijkt erop dat de Hunnen omstreeks die tijd weer naar het westen trokken en bij de rivier Dnjestr arriveerden of misschien zo ver als de Hongaarse vlakte. Deze komst zou resulteren in een ander knock-on effect, wat leidde tot de invasie van Radagasius en de Rijnoversteek in 405.
Het duurde lange tijd voordat de Hunnen hun macht goed hadden gevestigd en alle overwonnen volken in hun rijk waren opgenomen. Hun heerschappij was aanvankelijk op meerdere gebieden ongeorganiseerd. Pas onder de beruchte Attila de Hun, die koning werd rond 433 n.Chr. lijken de organisatorische problemen te zijn opgelost. In Rusland voegden zich onder meer Slaven, Goten en Alanen onder zijn bevel, zodat zijn macht nog groter werd. Attila's rijk, met het centrum in Pannonië (nu Hongarije), strekte zich ten slotte uit van de Kaukasus tot aan de Rijn. De Hunnen ondernamen vele rooftochten door Europa, meestal in het West-Romeinse Rijk en ze bedreigden zelfs Rome.
De Hunnen vielen ook enkele malen het Oost-Romeinse Rijk binnen en maakten het voor een hoog bedrag schatplichtig. In 451 werden ze echter bij een aanval op het West-Romeinse Rijk in de Slag op de Catalaunische Velden verslagen door een leger bestaande uit Romeinen, Franken en Visigoten onder leiding van Flavius Aetius, een van de laatste grote Romeinse veldheren. Hiermee kwam een eind aan de mythe van de onoverwinnelijke Hun. Attila viel vervolgens als wraak Rome aan, maar moest zich terugtrekken, waarschijnlijk door een dodelijke ziekte in zijn leger. Na de dood van Attila in 453 viel zijn rijk uiteen. In de Slag aan de Nadao in 454 werden de Hunnen in hun eigen Oost-Europese rijk definitief verslagen door de in opstand gekomen Gepiden en Ostrogoten.

## Taal
Over de taal van de Hunnen is weinig bekend. Er zijn slechts een paar namen en drie losse woorden (medos, kamos, strava, die eerder Indo-Europees lijken) overgeleverd. Anderen houden het eerder op Jenisejische talen.